# Fredrik Edin
Fredrik Edin, né le 20 février 1985, est un coureur cycliste suédois, spécialiste du cyclo-cross.

## Biographie
Lors de la saison 2013-2014, il participe à une manche de Superprestige à Gieten ainsi qu'à une manche de Coupe du monde à Coxyde.

## Palmarès en cyclo-cross
- 2010-2011
  - 3e du championnat de Suède de cyclo-cross
- 2014-2015
  -  Champion de Suède de cyclo-cross